# The Moment of Silence
The Moment of Silence est un jeu vidéo d'aventure en pointer-et-cliquer développé par House of Tales et édité par Digital Jesters, sorti en 2004 sur Windows.

## Accueil
- Adventure Gamers : 4/5[1]
- Jeuxvideo.com : 14/20[2]